# Oliver Dragojević
Oliver Dragojević (Split, 7. prosinca 1947. – Split, 29. srpnja 2018.) bio je hrvatski glazbenik.

## Rani život
Dragojević je rođen u Splitu, 7. prosinca 1947. godine od majke Kate (1907. – 1994.) i oca Marka Dragojevića (1908. – 1991.). Bio je podrijetlom iz Vele Luke, gdje je proveo djetinjstvo. U Splitu je pohađao glazbenu školu. Najprije je učio glasovir, a zatim klarinet i gitaru. Prvi susret s glazbom ostvario je u petoj godini života kad je od oca na poklon dobio usnu harmoniku kojom je zabavljao djecu iz svoje ulice te putnike na brodu na čestoj relaciji Split – Vela Luka. Prvi estradni nastup ostvario je na splitskomu dječjem festivalu 1961. godine s popularnom pjesmom Baloni. Istovremeno s bratom Aljošom (1946. – 2011.), snimio je tada poznate svjetske hitove za Radio Split.

## Osobni život
Godine 1973., prilikom svog koncerta u Dubrovniku, upoznao je svoju buduću suprugu Vesnu, koju je oženio godinu kasnije. Oliver i Vesna imali su tri sina; Dina, rođenog 1975. te blizance Damira i Davora, rođene 1978. godine. Oliver je, također, imao petero unučadi; Duju, Luciju, Tonija, Margitu i Vinka. Bio je veliki i bliski prijatelj Zdenka Runjića, pokojnoga hrvatskog tekstopisca.
Početkom rujna, a mjesec dana nakon smrti, rodio mu se šesti unuk Marko Dragojević, koji je nazvan po Oliverovu ocu.

### Stav o nastupima u Srbiji
Dragojević je nastupao diljem svijeta, uključujući gradove poput Pariza, Tokija, New Yorka, Moskve, no nikada nakon Domovinskog rata nije nastupio u Srbiji. Još od Domovinskog rata, Dragojević je više puta isticao stav kako su Srbi nanijeli previše zla Hrvatskoj da bi on ikad ondje nastupio: 
»Nema novaca za koje bi pjevao u zemlji koja je nanijela tolika zla mojoj Hrvatskoj.«
Više je puta unatoč pritiscima medija odbio mogućnost održavanja koncerta u Beogradu držeći se svog stava.

### Bolest i smrt
Dana 7. kolovoza 2017., na pogrebu prijatelja Remija Kazinotija, Dragojeviću je pozlilo te je kolima hitne pomoći prebačen u bolnicu, gdje mu je nekoliko dana kasnije dijagnosticiran rak pluća.
Zbog lošega zdravstvenog stanja nije se pojavio na dodjeli Porina u Spaladium Areni u ožujku 2018. godine. Kako kemoterapije nisu davale zadovoljavajuće rezultate, Dragojević se osjećao sve lošije pa je krajem lipnja smješten na Onkološki odjel splitskoga Kliničkog bolničkog centra, gdje je 29. srpnja 2018. godine, u 2 sata ujutro, preminuo u 71. godini života, nakon jednogodišnje bitke s rakom pluća. Brojni njegovi kolege glazbenici, športaši i drugi uzvanici oprostili su se od Dragojevića putem društvenih mreža. Uz medije iz regije, smrt glazbenika objavili su i brojni svjetski mediji.
Dne 31. srpnja 2018., desetci tisuća ljudi na splitskoj rivi ispratili su Dragojevićev kovčeg na katamaran za rodnu mu Velu Luku, a istoga je dana u prijepodnevnim satima pred punim splitskim Hrvatskim narodnim kazalištem održana svečana komemoracija, kojoj je, između ostaloga, nazočio i državni vrh Republike Hrvatske na čelu s predsjednicom Kolindom Grabar-Kitarović i predsjednikom Vlade Andrejom Plenkovićem.
Dne 1. kolovoza, Dragojević je pokopan u krugu obitelji, prijatelja i sumještana na velolučkom mjesnom groblju sv. Roka.

## Glazbena karijera

### Početci
Već 1963. godine okušao se s velikim uspjehom kao pjevač i klavijaturist kultnog splitskog sastava "Batali". Na natjecanju amatera pjevača Hrvatske osvojio je prvo mjesto pjevajući "Yesterday" (J. Lennon -  P. McCartney).
Festivalski debi imao je na Splitskom festivalu 1967. godine na nagovor Zdenka Runjića s njegovim "Picaferajem", skladbom koja nije dospjela na završnu festivalsku večer, no koja će postati jednim od najvećih Oliverovih hitova. Nakon neuspjeha na Splitskom festivalu 1967. sve do 1972., Oliver je pekao zanat svirajući po brojnim zapadnoeuropskim klubovima, usvajajući temeljne odlike kasnijeg izvođačkog stila. Poslije kratke epizode s "Dubrovačkim trubadurima" koja je trajala manje od godinu dana te sudjelovanja na pionirskim prvim sessionima splitske super-star grupe "More" u ljeto 1974. ponovno se priključio "Batalima".

### Uspjesi do današnjih dana
Na Prokurative se vratio 1974. godine te u velikom stilu osvojio prvu nagradu publike sa skladbom "Ča će mi Copacabana". Nakon toga ponovno je uspostavio suradnju sa Zdenkom Runjićem i na Splitskom festivalu 1975. pjevao šansonu "Galeb i ja", ultimativan zgoditak i početak višegodišnje plodonosne suradnje najnakladnijeg i najnagrađivanijeg autorsko-izvođačkog dvojca.
Pobravši najprestižnije festivalske i diskografske nagrade, Oliver je bio i laureat prve dodjele hrvatske diskografske nagrade Porin koja je dobrano prošla u znaku njegove izvedbe Gibonnijeve "Cesarice". Osam dobivenih Porina te odličja Reda Danice hrvatske s likom Marka Marulića, samo su neka od brojnih Oliverovih priznanja.
I njegov album Dvi, tri riči (2000.) dokazuje da je Oliver ipak samo jedan. Jer kako objasniti da nakon toliko vremena na hrvatskoj estradnoj sceni i dalje istom snagom privlači sve generacije. Stoga i ne čudi što je ovaj album prodan u platinastoj tiraži, što znači preko 50 tisuća primjeraka. Ovo zaista vrijedno priznanje dodijeljeno mu je na proslavi 40. obljetnice rada Zdenka Runjića 8. srpnja 2001. godine.
Humanitarnim koncertom koji je održao u ljeto, 25. kolovoza 2001. godine u pulskoj areni dokazao je još jednom zbog čega je i nakon toliko dugo godina iznimno bogate i uspješne glazbene karijere na samom tronu. U prepunoj areni, s Oliverom su pjevale i mlade i starije generacije, a gostovanje još nekih domaćih velikih renomiranih imena poput Gibonnija, Vanne, Ota Pestnera, Tedija Spalata, klape Fortunal i Tonyja Cetinskog, samo su dokaz počasti koju zaslužuje Oliver, kao i cijela akcija, jer je prihod s koncerta išao za pomoć Općoj bolnici u Puli. Audio zapis tog koncerta objavljen je krajem 2001. godine pod imenom Oliver u Areni, i to kao dvostruki CD i kazeta.
U listopadu 2010. napunio je Spaladium arenu na koncertu. Oliver Dragojević jedan je od rijetkih hrvatskih glazbenika koji se mogu pohvaliti nastupima u njujorškom Carnegie Hallu, londonskom Royal Albert Hallu, pariškoj Olympiji te Opera Houseu u Sydneyju.
Oliver Dragojević je također sudjelovao u brojnim spotovima. Pjevao je pjesmu "Vjerujem u anđele", u kojoj je sudjelovao i Josip Zovko.
Njemu u spomen održava se glazbeno-umjetnička manifestacija „Trag u beskraju” u Veloj Luci na otoku Korčuli od 2019. godine.

## Nagrade i priznanja
| Osvojio velik broj Porina… - 1994. Hit godine (pjesma "Cesarica") - 1994. Pjesma godine (pjesma "Cesarica") - 1994. Najbolja muška vokalna izvedba (pjesma "Cesarica") - 1994. Najbolji aranžman (pjesma "Cesarica") - 1995. Najbolja muška vokalna izvedba (album "Neka nova svitanja") - 1995. Najbolji aranžman (pjesma "Lijepa bez duše") - 1997. Album godine (album "Oliver u Lisinskom") - 1997. Najbolja muška vokalna izvedba (album "Oliver u Lisinskom") - 1998. Najbolja muška vokalna izvedba (album “Duša mi je more”) - 1998. Najbolje ponovno izdanje (album "Zdenko Runjić - Antologija - Oliver mix I Oliver mix II") - 2000. Najbolja vokalna suradnja (pjesma "Tu non llores mi querida") - 2001. Album godine (album "Dvi, tri riči") - 2001. Najbolja muška vokalna izvedba (album "Dvi, tri riči") - 2001. Najbolja snimka (album "Dvi, tri riči") - 2002. Najbolja muška vokalna izvedba (album "Oliver u Areni") - 2003. Hit godine (pjesma "Trag u beskraju") - 2003. Pjesma godine (pjesma "Sve bi da za nju") - 2003. Najbolja muška vokalna izvedba (album "Trag u beskraju") - 2006. Album godine (album "Vridilo je") - 2006. Najbolji aranžman (pjesma "Duša za nju") - 2006. Najbolja produkcija (album "Vridilo je") - 2006. Najbolja snimka (album "Vridilo je") - 2007. Najbolji video program (album "Oliver a l’Olympia") - 2008. Najbolja vokalna suradnja (pjesma "Picaferaj") - 2011. Najbolja originalna vokalna ili instrumentalna skladba za kazalište, film i/ili tv (pjesma "Vjerujem u anđele") - 2013. Najbolji aranžman (pjesma "Brod u boci") - 2013. Najbolja snimka (pjesma "Brod u boci") - 2014. Album godine (album "Tišina mora") - 2014. Najbolji album pop glazbe (album "Tišina mora") - 2014. Najbolja produkcija (album "Tišina mora") - 2014. Najbolja snimka (album "Tišina mora") - 2017. Album godine (album “Familija”) - 2017. Najbolji pop album (album “Familija”) - 2017. Najbolja muška vokalna izvedba (pjesma “Gdje to piše?”) - 2017. Najbolja vokalna suradnja (pjesma “Sreća”) - 2017. Najbolji aranžman (pjesma “Gdje to piše?”) - 2017. Produkcija godine (pjesma “Gdje to piše?”) - 2018. Najbolja muška vokalna izvedba (pjesma “Rusulica”) - 2018. Najbolja vokalna suradnja (pjesma “Ako voliš ovu ženu”) - 2018. Porin za životno djelo - 2018. Red Ante Starčevića - 2019. Najbolji tematsko-povijesni album (album “Do kraja vrimena”) | Bio je nominiran za velik broj Porina... - 1995. Album godine (album “Neka nova svitanja”) - 1995. Najbolja vokalna suradnja (pjesma “U ljubav vjere nemam”) - 1996. Album godine (album “Vrime”) - 1996. Pjesma godine (pjesma “Dva put san umra”) - 1996. Najbolja muška vokalna izvedba (pjesma “Dva put san umra”) - 1996. Najbolja vokalna suradnja (pjesma “Morski vuk”) - 1997. Najbolja jazz izvedba (pjesma “Night and day”) - 2001. Hit godine (pjesma “Tko sam ja da ti sudim”) - 2001. Pjesma godine (pjesma “Tko sam ja da ti sudim”) - 2001. Najbolji pop album (album “Dvi, tri riči”) - 2001. Produkcija godine (album “Dvi, tri riči”) - 2002. Najbolja vokalna suradnja (pjesma “Ditelina s čet’ri lista”) - 2002. Najbolji pop album (album “Oliver u Areni”) - 2002. Produkcija godine (album “Oliver u Areni”) - 2002. Najbolja snimka (album “Oliver u Areni”) - 2003. Najbolji album pop i zabavne glazbe (album “Trag u beskraju”) - 2004. Najbolji video program (“Oliver u Areni”) - 2005. Najbolja muška vokalna izvedba (pjesma “Jesen stiže dunjo moja”) - 2005. Najbolja vokalna suradnja (pjesma “Tvoje ljubavi sam žedan”) - 2005. Najbolji video program (“Oliver Live“) - 2005. Najbolje likovno oblikovanje (“Oliver Live”) - 2006. Pjesma godine (pjesma “Nevera”) - 2006. Najbolja muška vokalna izvedba (pjesma “Vridilo je”) - 2006. Najbolji album pop i zabavne glazbe (album “Vridilo je”) - 2006. Najbolji video broj (“Nevera”) - 2007. Album godine (album “Oliver a l’Olympia”) - 2007. Najbolja muška vokalna izvedba (pjesma “Ako voliš me”) - 2007. Najbolji aranžman (pjesma “Ako voliš me”) - 2007. Najbolje likovno oblikovanje (album “Oliver a l’Olympia”) - 2007. Najbolji kompilacijski album (album “The platinum collection”) - 2007. Najbolje likovno oblikovanje box seta (“Oliver 1”) - 2011. Najbolji pop album (album “Samo da je tu”) - 2011. Najbolja muška vokalna izvedba (pjesma “Jubavi mala”) - 2012. Najbolji pop album (album “Noć nek’ tiho svira”) - 2012. Najbolja muška vokalna izvedba (pjesma “Brod u boci”) - 2013. Najbolja muška vokalna izvedba (pjesma “Kada umire ljubav”) - 2013. Najbolja jazz izvedba (pjesma “Brod u boci”) - 2014. Najbolja muška vokalna izvedba (pjesma “Moje lipo”) - 2014. Najbolji aranžman (pjesma “Moje lipo”) - 2014. Najbolji tematsko-povijesni album (album “100 originalnih pjesama”) - 2017. Najbolja snimka (album “Familija”) - 2018. Pjesma godine (pjesma “Ako voliš ovu ženu”) - 2018. Najbolji video broj (“Ako voliš ovu ženu”) |

## Festivali
| Splitski festival: - 1967. Picaferaj - 1974. Na kraju puta - 1974. Ča će mi Copacabana (Zlatni grb grada Splita); (I. nagrada publike) - 1975. Galeb i ja - 1975. 2002 godine u Splitu - 1976. Skalinada (Nagrada za interpretaciju); (I. nagrada žirija) - 1976. Zelenu granu s tugom žuta voća - 1977. Malinkonija (II. nagrada publike) - 1977. Romanca - 1978. Oprosti mi, pape (I. nagrada publike) - 1978. Poeta (I. nagrada publike) - 1978. Cvit Mediterana (I .nagrada publike i I. nagrada žirija) - 1979. Vjeruj u ljubav - 1980. Piva klapa ispo' volta - 1980. Nadalina (duet: Boris Dvornik) (I. nagrada publike i I. nagrada žirija); (Apsolutni pobjednik Grand Prix) - 1981. Infiša san u te - 1981. Lipa moja ča si blida - 1981. Uvik žaj mi bi'će - 1981. Štorija - 1982. Karoca (I. nagrada žirija) - 1983. A vitar puše (Srebrni grb grada Splita: II. nagrada publike) - 1984. Luce mala (duet: Mariol) - 1984. Anđele moj (III. nagrada) - 1985. Svoju zvizdu slidin - 1986. Dišperadun - 1986. Mižerja - 1987. Stine (5. mjesto) - 1988. Što to bješe ljubav (I. Nagrada stručnog žirija ) - 1988. Veslaj, veslaj (Večer Splitskih bisera, duet: Meri Cetinić) - 1989. Od sveg tebi srca fala (duet: blizanci Smoje) (III. nagrada stručnog žirija) - 1989. Galeb i ja (III. nagrada stručnog žirija i II. nagrada publike na Večeri Splitski biseri 1971. – 1980.) - 1990. Neka se drugi raduju (I. Nagrada publike) - 1990. Ti si moj san (duet: Zorica Kondža; I. nagrada žirija, II. nagrada publike) - 1990. Nadalina (Večer Splitskih bisera) - 1992. Bez tebe (Zlatna medalja); 4. mjesto Melodije hrvatskog Jadrana: - 1993. Cesarica (Grand Prix) - 1994. Jubav moja - 1995. Nisan ja za te - 1995. Morski vuk (duet: Toni Cetinski) - 1996. Margarita - 1996. Pjesma anđela (duet: Cecilija) - 1997. Ispod sunca zlatnoga | Vaš šlager sezone: - 1977. Ako izgubim tebe - 1979. Danijela - 1982. Gospojice, lipo dite - 1983. Moje prvo pijanstvo (I. nagrada publike, I. nagrada stručnog žirija, nagrada za najbolji tekst i najbolju interpretaciju) - 1988. Jedan od mnogih (II. nagrada) Festival Zagreb: - 1976. Prva ljubav - 1977. Majko, da li znaš - 1978. Ključ života Opatijski festival: - 1975. Cesta sunca - 1976. Pjevaj s nama - 1978. Zbogom ostaj ljubavi (I. nagrada publike) - 1980. Zabranjeno voće - 1981. Zaboravi - 1982. Laku noć Luigi, laku noć Bepina - 1982. Ćer od stareg kalafata - 1982. Mama - 1984. Kamen ispod glave (I. nagrada žirija jugoslavenskih radio stanica "Zlatna kamelija") Karnevalfest: - 1977. Nedostaješ mi ti Beogradsko proleće: - 1978. Molitva za Magdalenu (II. nagrada publike) - 1979. Nocturno MESAM - Beograd: - 1984. Spavaj Katarina - 1985. Kad bi samo ljubit znala - 1988. Ako ikad ozdravim Zadarfest: - 1996. Gore si ti Jugovizija: - 1988. Dženi (2. mjesto) - 1990. Sreća je tamo gdje si ti (duet: Zorica Kondža, 3. mjesto) Dora: - 1994. Ar'ja (4. mjesto) - 1995. Boginja (2. mjesto) - 1997. Lučija (8. mjesto) |

## Diskografija

### Studijski albumi
- Ljubavna pjesma, Jugoton, 1975.
- Malinkonija, Jugoton, 1977.
- Poeta, Jugoton, 1978.
- Vjeruj u ljubav, Jugoton, 1979.
- Ðelozija, Jugoton, 1981.
- Jubavi, jubavi, Jugoton, 1981.
- Karoca, Jugoton, 1982.
- Evo mene među moje, Jugoton, 1984.
- Oliver 10: Svoju zvizdu slidin, Jugoton, 1985.
- Oliver, Jugoton, 1987.
- Pionirsko kolo, Jugoton, 1987. - album za djecu
- Svirajte noćas za moju dušu, Jugoton, 1988.
- Jedina, Diskoton, 1990.
- Teško mi je putovati, Croatia Records, 1992.
- Neka nova svitanja, Lobel Verlag, 1994.; Croatia Records, 2000.
- Vrime, Croatia Records, 1995.
- Duša mi je more, Orfej, 1997.
- Dvi, tri riči, Croatia Records, 2000.
- Trag u beskraju, Croatia Records, 2002.
- Vridilo je, Aquarius Records, 2005.

### Live albumi
- Oliver u HNK, Jugoton, 1989.
- Oliver u Lisinskom - live, Croatia Records, 1996.
- Oliver u Areni, Croatia Records, 2001.
- Oliver: koncert, Croatia Records, 2004.
- A l'Olympia, Aquarius Records, 2006.

### Kompilacije
- Našoj ljubavi je kraj, Jugoton, 1976.
- Oliver 5, Jugoton, 1980.
- Za sva vremena, Jugoton, 1986.
- Oliver mix, Croatia Records, 1992., 2000.
- Sve najbolje, Croatia Records, 1994.
- Oliver i prijatelji (Vjeruj u ljubav), Croatia Records, 2003.
- Oliver 1, Croatia Records, 2006.
- Oliver 2, Croatia Records, 2006.
- Oliver - The Platinum collection, Croatia Records, 2006.
- Kozmički dalmatinac, Croatia Records, 2007.

## Top ljestvice

### Studijski albumi
| Naslov                        | Detalji | Plasman |
| Naslov                        | Detalji | HR      |
| ----------------------------- | --- | ------- |
| "Ljubavna pjesma"             | - Izdano: 1975. - Formati: kaseta, CD, digitalno preuzimanje, streaming - Izdavačka kuća: Jugoton          | [ a ]   |
| "Malinkonija"                 | - Izdano: 1977. - Formati: kaseta, CD, digitalno preuzimanje, streaming - Izdavačka kuća: Jugoton          | [ a ]   |
| "Poeta"                       | - Izdano: 1978. - Formati: kaseta, CD, digitalno preuzimanje, streaming - Izdavačka kuća: Jugoton          | [ a ]   |
| "Vjeruj u ljubav"             | - Izdano: 1979. - Formati: kaseta, CD, digitalno preuzimanje, streaming - Izdavačka kuća: Jugoton          | [ a ]   |
| "Đelozija"                    | - Izdano: 1981. - Formati: kaseta, CD, digitalno preuzimanje, streaming - Izdavačka kuća: Jugoton          | [ a ]   |
| "Jubavi, jubavi"              | - Izdano: 1981. - Formati: kaseta, CD, digitalno preuzimanje, streaming - Izdavačka kuća: Jugoton          | [ a ]   |
| "Karoca"                      | - Izdano: 1982. - Formati: kaseta, CD, digitalno preuzimanje, streaming - Izdavačka kuća: Jugoton          | [ a ]   |
| "Evo mene među moje"          | - Izdano: 1984. - Formati: kaseta, CD, digitalno preuzimanje, streaming - Izdavačka kuća: Jugoton          | [ a ]   |
| "Svoju zvizdu slidin"         | - Izdano: 1985. - Formati: kaseta, CD, digitalno preuzimanje, streaming - Izdavačka kuća: Jugoton          | [ a ]   |
| "Oliver"                      | - Izdano: 1987. - Formati: kaseta, CD, digitalno preuzimanje, streaming - Izdavačka kuća: Jugoton          | [ a ]   |
| "Pionirsko kolo"              | - Izdano: 1987. - Formati: kaseta, CD, digitalno preuzimanje, streaming - Izdavačka kuća: Jugoton          | [ a ]   |
| "Svirajte noćas za moju dušu" | - Izdano: 1988. - Formati: kaseta, CD, digitalno preuzimanje, streaming - Izdavačka kuća: Jugoton          | [ a ]   |
| "Teško mi je putovati"        | - Izdano: 1992. - Formati: kaseta, CD, digitalno preuzimanje, streaming - Izdavačka kuća: Croatia records  | [ a ]   |
| "Neka nova svitanja"          | - Izdano: 1994. - Formati: kaseta, CD, digitalno preuzimanje, streaming - Izdavačka kuća: Lobel verlag     | [ a ]   |
| "Vrime"                       | - Izdano: 1995. - Formati: kaseta, CD, digitalno preuzimanje, streaming - Izdavačka kuća: Croatia records  | [ a ]   |
| "Duša mi je more"             | - Izdano: 1997. - Formati: kaseta, CD, digitalno preuzimanje, streaming - Izdavačka kuća: Orfej            | [ a ]   |
| "Dvi, tri riči"               | - Izdano: 2000. - Formati: kaseta, CD, digitalno preuzimanje, streaming - Izdavačka kuća: Croatia records  | [ a ]   |
| "Trag u beskraju"             | - Izdano: 2002. - Formati: kaseta, CD, digitalno preuzimanje, streaming - Izdavačka kuća: Croatia records  | [ a ]   |
| "Vridilo je"                  | - Izdano: 2005. - Formati: kaseta, CD, digitalno preuzimanje, streaming - Izdavačka kuća: Aquarius Records | 1.      |
| "Samo da je tu"               | - Izdano: 2010. - Formati: CD, digitalno preuzimanje, streaming - Izdavačka kuća: Aquarius Records         | 1.      |
| "Tišina mora"                 | - Izdano: 2013. - Formati: CD, digitalno preuzimanje, streaming - Izdavačka kuća: Aquarius Records         | 1.      |
| "Familija" s Gibonnijem       | - Izdano: 2016. - Formati: CD, digitalno preuzimanje, streaming - Izdavačka kuća: Aquarius Records         | 1.      |
| "Dolaziš"                     | - Izdano: 2025. - Formati: CD, digitalno preuzimanje, streaming - Izdavačka kuća: Aquarius Records         | 1.      |

### Kompilacije
| Naslov                  | Detalji                                                                                                   | Plasman |
| Naslov                  | Detalji                                                                                                   | HR      |
| ----------------------- | --- | ------- |
| "Našoj ljubavi je kraj" | - Izdano: 1976. - Formati: kaseta, CD, digitalno preuzimanje, streaming - Izdavačka kuća: Jugoton         | [ a ]   |
| "Oliver 5"              | - Izdano: 1980. - Formati: kaseta, CD, digitalno preuzimanje, streaming - Izdavačka kuća: Jugoton         | [ a ]   |
| "Za sva vremena"        | - Izdano: 1986. - Formati: kaseta, CD, digitalno preuzimanje, streaming - Izdavačka kuća: Jugoton         | [ a ]   |
| "Oliver mix"            | - Izdano: 1992. - Formati: kaseta, CD, digitalno preuzimanje, streaming - Izdavačka kuća: Croatia Records | [ a ]   |
| "Sve najbolje"          | - Izdano: 1994. - Formati: kaseta, CD, digitalno preuzimanje, streaming - Izdavačka kuća: Croatia Records | [ a ]   |
| "Najbolje od Olivera"   | - Izdano: 1994. - Formati: kaseta, CD, digitalno preuzimanje, streaming - Izdavačka kuća: Croatia Records | [ a ]   |
| "Antologija"            | - Izdano: 1997. - Formati: kaseta, CD, digitalno preuzimanje, streaming - Izdavačka kuća: Orfej           | [ a ]   |
| "Štorija"               | - Izdano: 1998. - Formati: kaseta, CD, digitalno preuzimanje, streaming - Izdavačka kuća: Croatia Records | [ a ]   |
| "Oliver mix"            | - Izdano: 2000. - Formati: kaseta, CD, digitalno preuzimanje, streaming - Izdavačka kuća: Croatia Records | [ a ]   |
| "Vjeruj u ljubav"       | - Izdano: 2003. - Formati: kaseta, CD, digitalno preuzimanje, streaming - Izdavačka kuća: Croatia Records | [ a ]   |
| "Platinum collection"   | - Izdano: 2006. - Formati: kaseta, CD, digitalno preuzimanje, streaming - Izdavačka kuća: Croatia Records | 2.      |
| "Kozmički dalmatinac"   | - Izdano: 2007. - Formati: CD, digitalno preuzimanje, streaming - Izdavačka kuća: Jugoton                 | 3.      |

Koncerti
| Godina | Naziv                 | Izdavač         | Stanje na top ljestvicama |
| ------ | --------------------- | --------------- | ------------------------- |
| 1989.  | "Oliver u HNK"        | Jugoton         | #20                       |
| 1996.  | "Oliver u Lisinskom"  | Croatia records | #26                       |
| 2001.  | "Oliver u Areni"      | Croatia records | #19                       |
| 2004.  | "Oliver: koncert"     | Croatia records | #36                       |
| 2007.  | "Oliver: A l'Olympia" | Croatia records | #14                       |

Singlice
| Godina | Naziv                                                                          | Izdavač | Stanje na top ljestvicama |
| ------ | ------------------------------------------------------------------------------ | ------- | ------------------------- |
| 1967.  | "Picaferaj" (Split 67)                                                         | Jugoton | #15                       |
| 1974.  | "Ća će mi Copacabana" (Split 1974) / "Na kraju puta"                           | Jugoton | #11                       |
| 1974.  | "Anđela"                                                                       | Jugoton | #24                       |
| 1975.  | "2002 godine u Splitu" (Split 1975) / "Galeb i ja"                             | Jugoton | #1                        |
| 1975.  | "Volim je ludo" / "Cesta sunca"                                                | Jugoton | #11                       |
| 1975.  | "Ne žuri djevojčice"                                                           | Jugoton | #14                       |
| 1976.  | "Pjevaj s nama"                                                                | Jugoton | #18                       |
| 1976.  | "Prva ljubav" / "Djevojka u crnini"                                            | Jugoton | #27                       |
| 1976.  | "Skalinada" / "Zelenu granu s tugom žutog voća"                                | Jugoton | #14                       |
| 1976.  | "Što učinila si ti?" / "Našoj ljubavi je kraj"                                 | Jugoton | #4                        |
| 1977.  | "Ako izgubim tebe" / "Fedra"                                                   | Jugoton | #36                       |
| 1977.  | "Majko da li znaš" (Zagreb 1977) / "Na kraju puta"                             | Jugoton | #8                        |
| 1977.  | "Malinkonija" (Split 1977) / "Romanca"                                         | Jugoton | #9                        |
| 1977.  | "Nedostaješ mi ti" / "Veče oproštaja"                                          | Jugoton | #3                        |
| 1978.  | "Cvit Mediterana" (Split 78)                                                   | Jugoton | #1                        |
| 1978.  | "Ključ života" / "Meni trebaš ti"                                              | Jugoton | #15                       |
| 1978.  | "Ča je život vengo fantažija" (Split 1978) / "Molitva za Magdalenu"            | Jugoton | #1                        |
| 1978.  | "Ne žuri djevojčice"                                                           | Jugoton | #18                       |
| 1978.  | "Poeta" (Split 78) / "Oprosti mi pape"                                         | Jugoton | #10                       |
| 1978.  | "Zbogom ostaj ljubavi" (Dani JRT-a Opatija 78) / "Ti me vodi preko voda"       | Jugoton | #15                       |
| 1979.  | "Danijela" / "Ljubav je tvoja kao vino"                                        | Jugoton | #11                       |
| 1979.  | "Nocturno" / "Picaferaj"                                                       | Jugoton | #28                       |
| 1979.  | "Budi tu" / "Gdje si ti?"                                                      | Jugoton | #41                       |
| 1979.  | "Vjeruj u ljubav" (Split 79) / "Vagabundo"                                     | Jugoton | #10                       |
| 1980.  | "Nadalina" (ft. Boris Dvornik - Split 79) / "Piva klapa ispo volta" (Split 80) | Jugoton | #5                        |
| 1980.  | "Večernja ljubav" / "Zabranjeno voće"                                          | Jugoton | #10                       |
| 1981.  | "Infiša san u te" (Split 81) / "Lipa moja ča si blida"                         | Jugoton | #10                       |
| 1981.  | "Blago onom tko te ljubi" / "Đelozija"                                         | Jugoton | #1                        |
| 1982.  | "Karoca" (Split 82) / "Ćer od stareg kalafata"                                 | Jugoton | #19                       |
| 1983.  | "Moje prvo pijanstvo" (VŠS 83)                                                 | Jugoton | #1                        |
| 1983.  | "A vitar puše" (Split 83) / "Sve je kriva đelozija"                            | Jugoton | #21                       |

Solo na ljestvicama
| Godina | Naziv                                                              | Izdavač            | Stanje na top ljestvicama |
| ------ | ------------------------------------------------------------------ | ------------------ | ------------------------- |
| 1984.  | "Anđele moj" (Split 84)                                            | Jugoton            | #5                        |
| 1984.  | "Kamen ispod glave"                                                | Jugoton            | #95                       |
| 1984.  | "Luce mala"                                                        | Jugoton            | #56                       |
| 1984.  | "Spavaj Katarina"                                                  | Jugoton            | #111                      |
| 1985.  | "Imala je lijepu rupicu na bradi"                                  | Jugoton            | #1                        |
| 1985.  | "Kad bi samo ljubit znala"                                         | Jugoton            | #13                       |
| 1985.  | "Svoju zvizdu slidin" (Split 85)                                   | Jugoton            | #19                       |
| 1986.  | "Dišperadun"                                                       | Jugoton            | #57                       |
| 1986.  | "Mižerja" (Split 86)                                               | Jugoton            | #2                        |
| 1987.  | "Stine" (Split 87)                                                 | Jugoton            | #1                        |
| 1987.  | "Žuto lišće ljubavi"                                               | Jugoton            | #1                        |
| 1988.  | "Ako ikad ozdravim"                                                | Jugoton            | #16                       |
| 1988.  | "Jennie" (Dženi) (Yugovizija 88)                                   | Jugoton            | #1                        |
| 1988.  | "Jedan od mnogih"                                                  | Jugoton            | #58                       |
| 1988.  | "Svirajte noćas za moju dušu"                                      | Jugoton            | #1                        |
| 1988.  | "Što to biješe ljubav" (Split 88)                                  | Jugoton            | #1                        |
| 1988.  | "Veslaj, veslaj" - duet s Meri Cetinić                             | Jugoton            | #12                       |
| 1989.  | "Galeb i ja" (Splitski biseri Split89)                             | Jugoton            | #1                        |
| 1989.  | "Od sveg tebi srca fala" - duet blizanci Smoje                     | Jugoton (Split 89) | #36                       |
| 1990.  | "Nadalina" - duet s Borisom Dvornikom (Splitski biseri - Split 90) | Jugoton            | #1                        |
| 1990.  | "Neka se drugi raduju" (Split 90)                                  | Jugoton            | #13                       |
| 1990.  | "Sreća je tamo gdje si ti" - duet sa Zoricom Kondžom               | Jugoton (Split 90) | #1                        |
| 1990.  | "Ti si moj san" - duet sa Zoricom Kondžom (Yugovizija 90)          | Jugoton            | #1                        |
| 1991.  | "Jedina"                                                           | Croatia records    | #1                        |
| 1991.  | "Manuela"                                                          | Croatia records    | #1                        |
| 1992.  | "Bez tebe"                                                         | Croatia records    | #1                        |
| 1993.  | "Cesarica"                                                         | Croatia records    | #1                        |
| 1994.  | "Arja"                                                             | Lobel verlag       | #55                       |
| 1994.  | "Lijepa bez duše"                                                  | Lobel verlag       | #2                        |
| 1994.  | "Brod u boci"                                                      | Lobel verlag       | #1                        |
| 1994.  | "Dobro jutro tugo"                                                 | Lobel verlag       | #3                        |
| 1994.  | "U ljubav vjere nemam"                                             | Lobel verlag       | #8                        |
| 1994.  | "Ljubav moja"                                                      | Lobel verlag       | #10                       |
| 1995.  | "Boginja"                                                          | Croatia records    | #1                        |
| 1995.  | "Dva put san umra"                                                 | Croatia records    | #51                       |
| 1995.  | "Morski vuk" - duet s Toni Cetinskim                               | Croatia records    | #1                        |
| 1995.  | "Nisan ja za te"                                                   | Croatia records    | #12                       |
| 1996.  | "Gore si ti"                                                       | Croatia records    | #99                       |
| 1996.  | "Pjesma anđela" - duet s Cecilija                                  | Croatia records    | #9                        |
| 1997.  | "Ispod sunca zlatnoga"                                             | Orfej              | #1                        |
| 1997.  | "Lučija"                                                           | Orfej              | #59                       |
| 1997.  | "Prije svitanja"                                                   | Orfej              | #32                       |
| 1997.  | "Pismo moja"                                                       | Orfej              | #24                       |
| 1997.  | "Za život me vežeš samo ti"                                        | Orfej              | #1                        |
| 2000.  | "Ješka o jubavi"                                                   | Croatia records    | #12                       |
| 2000.  | "Tko sam ja da ti sudim"                                           | Croatia records    | #15                       |
| 2000.  | "Lipi moj anđele"                                                  | Croatia records    | #13                       |
| 2001.  | "Kad mi dođeš ti"                                                  | Croatia records    | #8                        |
| 2001.  | "Trag u beskraju"                                                  | Croatia records    | #1                        |
| 2001.  | "Pred tvojim vratima" - Prepjev Tereze Kesovije                    | Croatia records    | #78                       |
| 2001.  | "Sve bi da za nju"                                                 | Croatia records    | #14                       |
| 2002.  | "Vridilo je"                                                       | Croatia records    | #15                       |